# Liberazione (quotidiano)
Liberazione. Giornale comunista è stato un quotidiano italiano, organo di stampa ufficiale del Partito della Rifondazione Comunista.

## Storia

### Fondazione
Liberazione viene fondato, dopo un mese di gestazione, come settimanale l'11 ottobre 1991. Il numero 0 esce in 110.000 copie il 12 ottobre, mentre il numero 1 il successivo 26 ottobre. La testata storica con questo nome, Liberazione, negli anni settanta apparteneva al Partito Radicale, ed era pubblicata prima come quotidiano e poi come periodico, come organo d'informazione del Partito Radicale tra l'8 settembre 1973 e il 28 marzo 1974; era quindi rimasta in proprietà di Marco Pannella e della sua lista, che la cedette a titolo gratuito al PRC nel 1991; Rifondazione volle infatti che il giornale prendesse questo nome in omaggio al quotidiano della sinistra francese Libération.
Esce in edizione cartacea settimanalmente fino al 7 aprile 1995.  Dall'8 aprile 1995 esce con cadenza quotidiana, eccetto il lunedì.
Il 1 ottobre 2004 viene nominato direttore Piero Sansonetti, già giornalista e condirettore de L'Unità.
Dal 31 marzo 2008 Liberazione esce con una edizione serale free press a Roma e Milano. È la prima volta che un giornale politico italiano investe in un progetto free press.
L'8 gennaio 2009, con un comunicato della segreteria di Rifondazione Comunista, viene chiamato a dirigere il giornale Dino Greco, ex sindacalista, al posto di Sansonetti. 
A partire dal 10 febbraio 2010, esce sul sito liberazione.it la versione online del giornale, con contenuti aggiornati quotidianamente. Il sito si occupa di informazione a tutto tondo, in particolare in ambito di cronaca, cultura, economia, lavoro, spettacoli. Pur mantenendo il consueto taglio giornalistico della versione cartacea, la grafica moderna e maggiormente proiettata alle risorse del canale web, rendono questa versione del giornale sostanzialmente indipendente dalla carta. Il sito è dotato di un'area multimediale con video e foto. Una sezione è dedicata agli appuntamenti del partito e alle lettere dei lettori. Uno o più sondaggi sono rappresentati in home page. Inoltre i lettori possono registrarsi al sito e commentare le notizie, oltre ad avere la possibilità di segnalare qualsiasi contenuto ai principali social network. 
Dal 20 luglio 2010 è possibile abbonarsi alla versione PDF online del giornale direttamente dal sito liberazione.it. Una possibilità analoga è annunciata per l'edizione on line a pagamento.

### Crisi e chiusura
Nell'estate del 2010 per salvare Liberazione dalla chiusura viene lanciata una campagna di abbonamenti e di sottoscrizioni, più un aumento del prezzo del giornale a 1,20 euro i giorni feriali e a 2,00 euro la domenica, che puntava a chiudere il bilancio del 2010 con l'intento di pareggiare un disavanzo di 300.000 euro. Al 19 ottobre ne furono recuperati circa 225.000  grazie all'impegno di Sante Moretti e ad una mostra con asta finale delle opere esposte. Alla mostra hanno partecipato 105 artisti. L'iniziativa, intitolata "Che cento fiori sboccino... per Liberazione", è stata organizzata da Roberto Gramiccia.
La società editrice del giornale, la Mrc S.p.a., annuncia che dal 1º gennaio 2012 il giornale sospende in via cautelativa le pubblicazioni cartacee, mantenendo solo la versione online, a causa del taglio dei finanziamenti all'editoria voluto dal governo Berlusconi IV e confermato dal governo Monti. L'edizione online viene anch'essa sospesa il 20 gennaio 2012. Dopo la sospensione anche della versione online, una parte della redazione insieme al direttore Dino Greco avvia il progetto Ombre rosse - settimanale comunista, ospitato sul sito controlacrisi.org; inoltre, per un breve periodo, quattro pagine curate dalla redazione di Liberazione sono state ospitate sul settimanale Left.
Dopo una campagna di sostegno economico avvenuta nel 2012; Liberazione, a partire dal 7 gennaio 2013, torna con l'edizione online, dal lunedì al venerdì, quotidianamente e a pagamento.
Il 18 maggio 2013 Romina Velchi assume la direzione della testata, con il suo predecessore Dino Greco che viene nominato direttore editoriale.
Dopo aver provato a mantenere l'edizione online, il segretario di Rifondazione Comunista Paolo Ferrero, decide, tramite comunicato ufficiale sul sito, di sospendere ogni pubblicazione a partire dal 19 marzo 2014 "perché il deficit del giornale rischia di soffocare il partito, che non ha i soldi per coprire ulteriormente i buchi di bilancio".

## Direttori

### Settimanale
- Luciano Doddoli (1991-1992)
- Luciana Castellina (1992-1993)
- Oliviero Diliberto (1994-1995)

### Quotidiano
- Lucio Manisco (1995-1996)
- Manuela Palermi (1996-1997)
- Carlo Benedetti (1997)
- Piergiorgio Bergonzi (1997-1998)
- Sandro Curzi (1998-2004)
- Piero Sansonetti (2004-2009)
- Dino Greco (2009-2013)
- Romina Velchi (2013-2014)

## Firme celebri
- Ritanna Armeni
- Vittorio Agnoletto
- Paolo Barbieri
- Fausto Bertinotti
- Vittorio Bonanni
- Bianca Bracci Torsi
- Emiliano Brancaccio
- Alberto Burgio
- Luciano Canfora
- Salvatore Cannavò
- Giorgio Cremaschi
- Giuseppe D'Agata
- Laura Eduati
- Gianni Ferrara
- Paolo Ferrero
- Eleonora Forenza
- Francesco Forgione
- Dino Frisullo
- Rina Gagliardi
- Haidi Giuliani
- Carlo Gubitosa
- Raniero La Valle
- Lucio Libertini
- Domenico Losurdo
- Beppe Lopez
- Gianni Lucini
- Lucio Magri
- Livio Maitan
- Alessandro Mantovani
- Maso Notarianni
- Darwin Pastorin
- Paolo Persichetti
- Alessandro Portelli
- Carla Ravaioli
- Ennio Remondino
- Gianni Rinaldini
- Annamaria Rivera
- Rossana Rossanda
- Giovanni Russo Spena
- Cesare Salvi
- Jasna Tkalec
- Nichi Vendola
- Valerio Venturi

## Vignettisti
- Vauro
- Madonna
- Enzo Apicella
- Vincenzo Sparagna
- Mauro Biani
- Zerocalcare

## Media copie giornaliere vendute
- 1998 - 10.905
- 1999 - 12.474
- 2000 - 12.916
- 2001 - 14.005
- 2002 - 13.075
- 2003 - 12.337
- 2004 - 10.987
- 2005 - 10.018
- 2006 - 8.934
- 2007 - 7.664
- 2008 - 7.239
- 2009 - dati non disponibili
- 2010 - dati non disponibili
- 2011 - dati non disponibili
- 2012 - dati non disponibili
- 2013 - dati non disponibili
- 2014 - dati non disponibili

## Supplementi
- Paparazzin, inserto di "satira non negoziabile né ricattabile", ha fatto il suo esordio il 22 maggio 2007 sul quotidiano Liberazione. Coordinato da Mauro Biani si è mosso in una zona franca sospesa al di sopra delle linee redazionali e senza obblighi di ortodossia verso il partito, pronta a ridere dei conflitti interni al Prc e perfino di fronte alla “morte annunciata” dell'inserto. Nell'ultimo editoriale dell'inserto, scritto da Carlo Gubitosa con lo pseudonimo di Alvise Spanò, si annuncia che «il Prc ha deciso: la satira ha scassato la minchia»[5] e che un partito poco propenso all'ironia avrebbe rimpiazzato l'inserto con la pubblicazione del Capitale, a puntate e in tedesco. I principali vignettisti che vi presero parte furono Lele Corvi, Marco Scalia, Mauro Biani, Bersani, FS, Darix, Frago Comics, Edoardo Baraldi, Sebino.
- Su la testa - Materiali per la Rifondazione Comunista, inserto mensile allegato a Liberazione dal 2010 al 2011. Era diretto da Lidia Menapace.